# خفاش دم‌کوتاه مانو
خفاش دم‌کوتاه مانو (نام علمی: Carollia manu) نام یک گونه از سرده خفاش‌های برگ‌بینی دم‌کوتاه است.